# 続大奥(秘)物語
『続大奥㊙物語』（ぞくおおおくまるひものがたり）は、1967年の日本映画。主演・小川知子、監督・中島貞夫。東映京都撮影所製作、東映配給。 
同年7月30日公開の『大奥㊙物語』大ヒットを受けての第2弾。第1作の主演・佐久間良子がクランクイン直前に降板したため、前作『大奥㊙物語』のレズビアン腰元で名を上げた小川知子が急遽主役に抜擢された。小川の初主演映画である。

## 概要
女の城江戸城大奥を舞台に、将軍の愛情と色欲を巡る女たちのエゴイズムと哀歌を描く。前作はオムニバス形式だったが本作はひとつの話に絞っている。設定は江戸幕府第10代将軍・徳川家治、第11代将軍・徳川家斉の時代。
タイトル表記は、"続"と"大奥"の間に中点のある『続・大奥㊙物語』と、ない『続大奥㊙物語』の2種類があり、封切時の映画誌や週刊誌などの映画紹介記事でも混在していた。現在でも東映ビデオから発売されているDVDでは『続・大奥マル秘物語』、映連や文化庁日本映画情報システムのデータベースでは『続大奥マル秘物語』とまちまちとなっている。

## キャスト
- おちさ：小川知子
- おこと：緑魔子
- おしの：桜町弘子
- おふで：万里昌代
- おりつ：三島ゆり子
- おきよ：桑原幸子
- あや：悠木千帆
- お民：木暮実千代
- 藤岡：宮城千賀子
- おせん：国友和歌子
- 水野出羽守：堀正夫
- 了賢：藤岡重慶
- 松戸：川谷拓三
- 御典医：中村錦司
- 順観：沢淑子
- 比丘尼：岡田千代
- 寛永寺大僧正：市川男女之助
- 寛永寺の僧：佐々木松之丞
- 藤岡の部屋子：司みのり
- 阿部主水正：小沢栄太郎
- 家治：三島雅夫
- 遠藤弥左衛門：新田昌玄
- 板倉源三郎：西村晃
- 英法尼：東山千栄子
- ナレーター：東野英治郎

## スタッフ
- 監督：中島貞夫
- 脚本：国弘威雄・中島丈博
- 企画：岡田茂・翁長孝雄・三村敬三
- 撮影：赤塚滋
- 音楽：池野成
- 美術：鈴木孝俊
- 編集：神田忠男
- 録音：溝口正義
- 照明：和多田弘

## 製作

### 企画
岡田茂東映京都撮影所所長が、任侠路線との二大路線を構想し、大胆な"エロティシズム＝性愛路線"を打ち出し、企画された"大奥もの"『大奥㊙物語』に続く「㊙シリーズ」第二弾。

### 脚本
脚本を国弘威雄に頼んだら国弘が中島丈博を京都に連れて来た。国弘と中島で、東映太秦寮にカンヅメ仕事で脚本を書いた。メインは中島。中島にとって国弘は橋本忍に師事するよう取り計らってくれた恩人という。

### キャスティング
本作の撮影は映画公開の1967年11月1日の直前、1967年9月下旬にクランクインし、10月にかけての約一ヶ月を予定していた。しかし第一作の主役・佐久間良子が『大奥㊙物語』というエロを連想させるタイトルや、東映がどぎついエロを売り物にしたプロモーションを展開させたことが最初の約束と違うなどと反撥。佐久間には女性映画のシリーズを持たせると伝えられていたため、出演を拒否した。中島貞夫監督が『旅路』ロケ先の北海道まで出向いて佐久間を説得したが不調に終わり、佐久間が製作を熱望した船山馨原作の『石狩平野』の製作を条件に説得したがこれもダメで東映の狼狽も激しく、大川博東映社長と佐久間の話し合いが持たれ、社長企画だった『喜劇・団体列車』への出演を条件に本作出演をOKしたとも報じられたが、「エロ文芸路線はお断り。『喜劇・団体列車』の撮影ともカチ合うので..」などと社長企画を盾に使う佐久間の交渉術もなかなかのもので、頑として出演を拒否した。佐久間はこの年、東映と強気の闘争を繰り広げた。クランクインも迫り、脚本も再検討して佐久間の代わりに準主役で緑魔子の起用を決定。主役候補には、藤純子、新珠三千代、池内淳子、岡田茉莉子、久保菜穂子に打診したが、徹底したお色気で売るというコンセプトが打ち出されていたこともあり、スケジュール調整などを理由に軒並み断られ、前作で岸田今日子とのレズシーンが評判を呼んだ小川知子を主役に抜擢した。
タナボタ式で主役を掴んだ小川は、監督の中島に前作で惚れられたといわれる。小川は15歳で東映に入社し、当時東映入社二年目で映画出演11本目のまだ18歳であった。俊藤浩滋の娘・藤純子でさえ50本近い映画出演でまだ主役がなく、異例の出世であった。小川は「『大奥㊙物語』はイヤらしいなんて全然思わなかったわ」「代役でもかまわない。こんないい役なのに、どうして佐久間さんがおやりにならないのか分からない」「私のような新人が抜擢されるなんて..やりがいがあります」「このラッキー・チャンスを絶対にものにして見せるわ」などと意欲を見せた。三田佳子が1967年3月14日付けで東映を正式に退社したため、東映は佐久間良子に続く主演女優として小川に大きな期待をかけた。
前作の山田五十鈴のポジションに当たる大物女優には東山千栄子を中島監督が希望した。中島は学生時代に東山と面識があり、中島自ら俳優座に頼みにいったら（東山は高齢で）俳優座からは「とてもよそへ（京都）なんか行きませんよ」と言われたが、中島が「秋は松茸が美味いですよ」と言ったら東山はあっさり出演をOKした。
クランクイン直後から体調不良を訴えていたおしの役の瑳峨三智子がやる気がなく、助監督に「いつまで待たすつもりなの！私をいったい何だと思ってるんですか！」などと食ってかかり、過労と見た中島監督が4日間の休暇を与えたが、東京に帰ったきりナシのつぶてで、瑳峨の所属する太平洋テレビを通じて居場所をつきとめると瑳峨は「お医者さまが、自律神経失調症だから、もう3日間休めというのよ。撮影の待ち時間が長いから、体を壊したんじゃないかしら」と言ったため、東映はカンカンに怒り、残り撮影スケジュールが20日を切り、これ以上瑳峨のわがままを認めたら公開に間に合わないと判断し、1967年10月4日、瑳峨を降ろし桜町弘子を代役に起用した。桜町はおふで役で撮影中だったが大役へのスライド。代わりのおふで役はしばらくスクリーンを離れていた万里昌代が抜擢された。前日の10月3日に小川が西村晃に犯されるシーンの撮影で左肩を脱臼したのに続くご難であった。桜町は東映の最古参のお姫様女優だったが、ヤクザ映画全盛の東映で出番がなく、長年住み慣れた京都を引き払い東京に引っ越していた。桜町は「こんな大役が突然回ってきたのは初めての経験。同じ作品で純情な役柄から出世欲の権化のような女に急転換するのですから、気持ちの整理がつかなくて。瑳峨さんのおつらい気持ちも分かります」と同情した。瑳峨の撮影分の取り直しと既に瑳峨の名前を載せたポスターを一部製作しており300万円の損害が出た。三田佳子の退社で東映の女優たちに大きなチャンスが生まれ、『旅路』で初めて大役に抜擢された宮園純子も前作以上に大きな役で抜擢されたと報道されたが出演しなかった。

### 撮影
江戸城のシーンは冒頭のみで、以降は尼寺に幽閉された中﨟たちの悲劇を描く密室劇。江戸城の豪華なセットを必要としないこの手法は、後の日活ロマンポルノの大奥モノに影響を与えたとされる。小川知子、緑魔子、桜町弘子、宮城千賀子は男勝りの酒豪で知られ、うわばみシーンでは実際の酒で実演されたという。小川は三島雅夫や西村晃相手のベッドシーンは冴えないのに万里昌代相手のレズシーンでは水を得た魚のようにピチピチした演技を見せ、前作でもベテラン・岸田今日子をリードしたといわれ、本当のレズじゃないのかと評判を呼んだ。

## 影響
本作の興行成績は振るわなかったが、小川の艶技はクロウト筋から評価が高く、岡田茂は本作の後も「㊙シリーズ」第三弾として尼寺を舞台とした『尼寺㊙物語』を企画。本作に続いて小川知子主演を予定し、『尼寺㊙物語』以降も正月映画を含む計三本に小川をキャスティングして、1968年に小川を「㊙シリーズ」で売りまくろうとしていた。小川も精一杯の艶技をしたつもりだったが、岡田から「裸が足らん！」と怒鳴られたともいわれ、小川がへそを曲げ「歌手に専念する」と宣言し『尼寺㊙物語』出演を拒否した。小川はもともとビクターの歌手であったが、女優として東映と専属契約を交わし、女優としての将来を嘱望されていた。しかし小川は「歌手として再出発する決意を固めたので映画に出ている暇はない。おかげ様で映画で名前が売れたけど、もともと映画の仕事は好きじゃない。特に東映では若い女性の作品が少なく"㊙シリーズ"とか"ヤクザシリーズ"とか、いつか演技の行き詰まりが来るような気がする。ヘンな映画に出されるより、歌の方がずっと楽しい。1967年3月で東映との契約は切れています」などと主張。密かにバーブ佐竹の芸能事務所バーブ・プロと契約し、1967年7月には東芝音工と専属契約を交わしていた。小川のように短期間でスターになった女優は東映では初めてで、東映とバーブ・プロで話し合いが進められたが、東映は態度を硬化し、小川を映画界からボイコットさせると脅したともいわれ、第二の山本富士子になるのではと噂されたが、小川は著書で「青春路線をやるという約束で東映にスカウトされたのに、結局、青春ものは1本もやらずに、いやらしい題名の映画をやらせようとした」と、単身東映本社に乗り込み東映と契約を解消したと書いている。再び歌手に転身し、翌1968年2月に発売したシングルが「ゆうべの秘密」。東映とのトラブルでマスメディアを賑わせ、知名度が一般にゆき渡った上での大ヒットで東映は歯ぎしりして悔しんだ。このトラブルは映画産業そのものの力が弱くなり、また女優がはっきり物をいえるだけ進歩したなどと評された。
小川が『尼寺㊙物語』の出演を拒否したため、岡田が藤純子を主役に抜擢、藤は出演50本目55本目にして初主演であった。これも不入りに終わったが、次の主演作が藤の当たり役『緋牡丹博徒』となる。
『続大奥㊙物語』『尼寺㊙物語』の興行的敗因を岡田は裸が少ないからと分析し、ピンク女優を大量投入して、東映最大のドル箱路線「網走番外地シリーズ」に飽きていた石井輝男に撮らせたのが『徳川女系図』で、これが以降、異常性愛路線として展開された。